# Лейф (Арканзас)
Лейф (англ. Lafe) — місто (англ. town) в США, в окрузі Грін штату Арканзас. Населення — 418 осіб (2020).

## Географія
Лейф розташований на висоті 97 метрів над рівнем моря за координатами 36°12′33″ пн. ш. 90°30′16″ зх. д. / 36.20917° пн. ш. 90.50444° зх. д. (36.209181, -90.504376).  За даними Бюро перепису населення США в 2010 році місто мало площу 5,44 км², уся площа — суходіл.

## Демографія
Згідно з переписом 2010 року, у місті мешкало 458 осіб у 160 домогосподарствах у складі 126 родин. Густота населення становила 84 особи/км².  Було 178 помешкань (33/км²). 
Расовий склад населення:
| - 99,3 % — білих |

До двох чи більше рас належало 0,4 %. Іспаномовні складали 1,3 % від усіх жителів.
За віковим діапазоном населення розподілялося таким чином: 29,0 % — особи молодші 18 років, 57,7 % — особи у віці 18—64 років, 13,3 % — особи у віці 65 років та старші. Медіана віку мешканця становила 38,5 року. На 100 осіб жіночої статі у місті припадало 93,2 чоловіків;  на 100 жінок у віці від 18 років та старших — 91,2 чоловіків також старших 18 років.
Середній дохід на одне домашнє господарство  становив 39 522 долари США (медіана — 33 438), а середній дохід на одну сім'ю — 53 025 доларів (медіана — 45 893). Медіана доходів становила 37 083 долари для чоловіків та 33 750 доларів для жінок. За межею бідності перебувало 21,3 % осіб, у тому числі 12,6 % дітей у віці до 18 років та 26,8 % осіб у віці 65 років та старших.
Цивільне працевлаштоване населення становило 150 осіб. Основні галузі зайнятості: виробництво — 30,7 %, роздрібна торгівля — 17,3 %, освіта, охорона здоров'я та соціальна допомога — 11,3 %, науковці, спеціалісти, менеджери — 9,3 %.
За даними перепису населення 2000 року в Лейфі проживало 385 осіб, 110 сімей, налічувалося 137 домашніх господарств і 153 житлових будинки. Середня густота населення становила близько 71,3 осіб на один квадратний кілометр. Расовий склад Лейфа за даними перепису розподілився таким чином: 89,09 % білих, 2,34 % — корінних американців, 8,57 % — представників змішаних рас.
Іспаномовні склали 0,78 % від усіх жителів містечка.
З 137 домашніх господарств в 36,5 % — виховували дітей віком до 18 років, 65,0 % представляли собою подружні пари, які спільно проживали, в 10,9 % сімей жінки проживали без чоловіків, 19,0 % не мали сімей. 16,1 % від загального числа сімей на момент перепису жили самостійно, при цьому 7,3 % склали самотні літні люди у віці 65 років та старше. Середній розмір домашнього господарства склав 2,81 особи, а середній розмір родини — 3,14 особи.
Населення містечка за віковим діапазоном за даними перепису 2000 року розподілилося таким чином: 27,5 % — жителі молодше 18 років, 9,4 % — між 18 і 24 роками, 30,9 % — від 25 до 44 років, 23,4 % — від 45 до 64 років і 8,8 % — у віці 65 років та старше. Середній вік мешканця склав 34 роки. На кожні 100 жінок в Лейфі припадало 87,8 чоловіків, у віці від 18 років та старше — 89,8 чоловіків також старше 18 років.
Середній дохід на одне домашнє господарство в містечкі склав 30 938 доларів США, а середній дохід на одну сім'ю — 32 125 доларів. При цьому чоловіки мали середній дохід в 25 313 доларів США на рік проти 16 667 доларів середньорічного доходу у жінок. Дохід на душу населення в містечкі склав 12 234 долари на рік. 15,0 % від усього числа сімей в окрузі і 17,7 % від усієї чисельності населення перебувало на момент перепису населення за межею бідності, при цьому 22,7 % з них були молодші 18 років і 8,6 % — у віці 65 років та старше.

## Історія
Першим поселенцем на місці майбутнього містечка був німецький іммігрант Герман Толкен, що жив у містечку Нью-Гейвен (штат Міссурі). Толкен збивав початковий капітал для переїзду та заснування нового населеного пункту, працюючи на нарізці залізничних шпал на замовлення місцевих транспортних компаній. Для пошуку однодумців Хейвен подав оголошення в німецькомовну газету Міннеаполіса (штат Міннесота), на яке відгукнулося чимало німецьких лютеран, готових підтримати ідею Хейвена та заснувати власне нове поселення в Арканзасі.
9 грудня 1889 в Федеральне поштове управління США надійшла заявка на відкриття поштової контори в новому населеному пункті «Ньюберрі» (Арканзас), назву якого було обрано як і у лісопильного заводу, що розташовувався поруч. У назві «Ньюберрі» подавачам заяви було відмовлено, після чого місцевий поштмейстер запропонував нову назву «Луліма», яке було комбінацією імен двох його дочок. У такі роки з поштовими відправленнями виникла серйозна плутанина, оскільки поштові посилки приходили на контору в «Лулімі», а вантажні пересилання йшли на контору з назвою «Ньюберрі». 1901 року новий поштмейстер Лафайєтт Меллер взяв на себе сміливість запропонувати нову назву селища за власним скороченим імені — «Лейф». 21 травня 1902 жителі містечка більшістю голосів підтримали пропозицію Меллера.